# فثالات مضاعف (2-إيثيل الهكسيل)
ثنائي (2-إيثيل هكسيل) فثالات (di-2-ethylhexyl phthalate ، diethylhexyl phthalate ، DEHP ؛ ثنائي أوكتيل فثالات ، DOP) مركب عضوي له الصيغة الكيميائية C6H4(CO2C8H17)2. يعتبر العنصر الأكثر شيوعًا في فئة الفثالات التي تستخدم كملدنات. وهو إستر لحمض الفثاليك وسلسلة متفرعة من 2-إيثيل هكسانول. من خصائصه أنَّه لزج عديم اللون قابل للذوبان في الزيت ولكن ليس في الماء.

## الإنتاج

3 الأيزومرات الفراغية لـ DEHP

يستلزم الإنتاج الصناعي تفاعل أنهيدريد الفثاليك مع 2-إيثيل هكسانول:

2-Ethylhexanol هو chiral، ويتكون DEHP الناتج من خليط من (R ، R) - ، (S ، S) - ، وأيزومرات متوسطة (يسار).

## الاستخدام

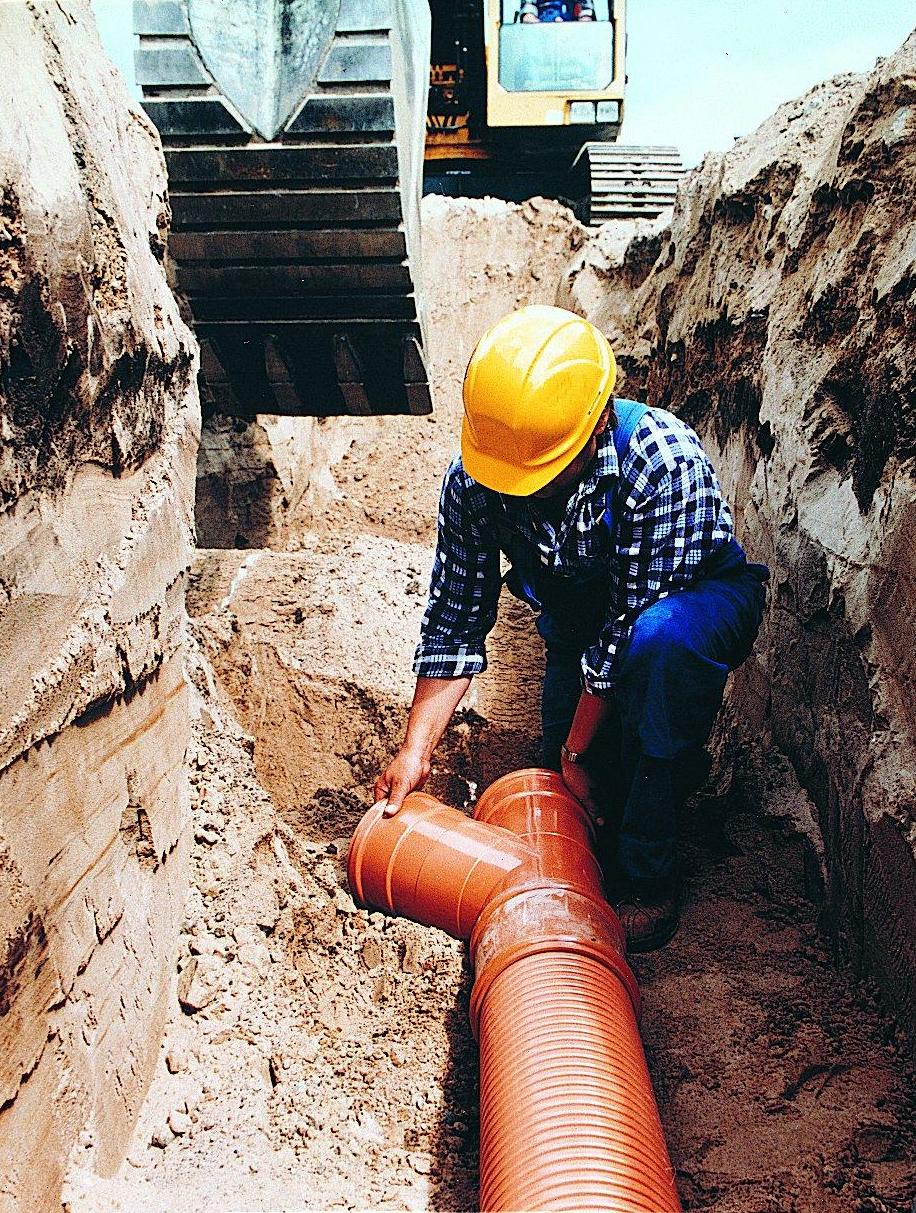
يستخدم PVC على نطاق واسع في أنابيب الصرف الصحي نظرًا لتكلفته المنخفضة ومقاومته للمواد الكيميائية وسهولة التوصيل. تعد الملدنات الفثالاتية ضرورية لفائدة PVC ، والتي تكون هشة للغاية بخلاف ذلك.

نظرًا لخصائصه المناسبة والتكلفة المنخفضة، يستخدم DEHP على نطاق واسع كمادة ملدنة في تصنيع منتجات مصنوعة من كلوريد متعدد الفاينيل (PVC).  قد يحتوي البلاستيك على 1٪ إلى 40٪ من DEHP. كما أنه يستخدم كـسائل هيدروليكي وكسائل عازل في المكثفات الكهربائية. يجد DEHP أيضًا استخدامه كـمذيب في العصى المضيئة.
يتم إنتاج واستخدام ما يقرب من ثلاثة مليارات كيلوغرام سنويًا في جميع أنحاء العالم. 

## التعرض البيئي
DEHP هو أحد مكونات العديد من الأدوات المنزلية؛ بما في ذلك مفارش المائدة، بلاط الأرضيات، ستائر الدش، خراطيم الحدائق، ملابس ضد المطر، الدمى، لعب الأطفال، الأحذية، الأنابيب الطبية، تنجيد الأثاث، وبطانات حمامات السباحة. DEHP هو ملوث للهواء الداخلي في المنازل والمدارس، وتأتي التعرضات الشائعة من استخدام DEHP كناقل للعطور في مستحضرات التجميل، منتجات العناية الشخصية، منظفات الغسيل، الكولونيا، الشموع المعطرة، ومعطرات الجو. أما التعرض الأكثر شيوعًا لـ DEHP من خلال الطعام بمتوسط استهلاك يبلغ 0.25 ملليجرام يوميًا. ويمكن أن يتسرب أيضًا إلى سائل يلامس البلاستيك؛ يستخلص بشكل أسرع في المذيبات غير القطبية (مثل الزيوت والدهون في الأطعمة المعبأة في عبوات مصنوعة من كلوريد متعدد الفاينيل (PVC)). ومن المرجح أن تحتوي الأطعمة الدهنية المعبأة في مواد بلاستيكية على تركيزات أعلى من DEHP في منتجات الألبان والأسماك أو المأكولات البحرية والزيوت، وتسمح إدارة الغذاء والدواء (FDA) باستخدام DEHP فقط في التعبئة للأطعمة التي تحتوي أساسا على الماء.
يمكن لـ DEHP أن يتسرب إلى مياه الشرب من تصريفات مصانع المطاط والكيميائيات؛ حدود وكالة حماية البيئة الأمريكية لـ DEHP في مياه الشرب هي 6 أجزاء في المليار.  يوجد أيضًا بشكل شائع في المياه المعبأة في زجاجات، ولكن على عكس مياه الصنبور، لا تنظم وكالة حماية البيئة المستويات في المياه المعبأة.  وتم العثور على مستويات DEHP في بعض العينات الأوروبية من الحليب في 2000 مرة أعلى من حدود مياه الشرب الآمنة لوكالة حماية البيئة (12000 جزء في البليون). كانت مستويات DEHP في بعض أنواع الجبن والكريمات الأوروبية أعلى من ذلك، حيث وصلت إلى 200000 جزء في البليون في عام 1994. بالإضافة إلى ذلك، فإن عمال المصانع الذين يستخدمون DEHP في الإنتاج يتعرضون بشكل أكبر.  حد وكالة OSHA الأمريكية للتعرض المهني هو 5 ملغم / م 3 من الهواء.

### الاستخدام في الأجهزة الطبية
DEHP هو الملدن الفثالي الأكثر شيوعًا في الأجهزة الطبية مثل الأنابيب والأكياس الوريدية، والقسطرة الوريدية، والأنابيب الأنفية المعوية، وأكياس غسيل الكلى والأنابيب، وأكياس الدم وأنابيب نقل الدم، وأنابيب الهواء. يجعل DEHP هذه المواد البلاستيكية أكثر نعومة ومرونة وقد تم تقديمه لأول مرة في الأربعينيات من القرن الماضي في أكياس الدم. لهذا السبب، تم التعبير عن القلق بشأن تسرب مادة DEHP إلى المريض، خاصة لأولئك الذين يحتاجون إلى دفعات مكثفة أو أولئك الذين هم أكثر عرضة لخطر تشوهات النمو، مثل الأطفال حديثي الولادة في حضانات العناية المركزة، المصابين بالهيموفيليا ، مرضى غسيل الكلى، حديثي الولادة والأطفال المبتسرين والمرضعات والحوامل. وفقًا للجنة العلمية للمفوضية الأوروبية المعنية بـالمخاطر الصحية والبيئية (SCHER)، قد يتجاوز التعرض لـ DEHP المدخول اليومي المسموح به في بعض المجموعات السكانية المحددة، أي الأشخاص المعرضين من خلال الإجراءات الطبية مثل غسيل الكلى. دعت الأكاديمية الأمريكية لطب الأطفال إلى عدم استخدام الأجهزة الطبية التي يمكنها تسرب DEHP إلى المرضى، وبدلاً من ذلك، اللجوء إلى بدائل خالية من DEHP. في يوليو 2002، أصدرت إدارة الغذاء والدواء الأمريكية إخطارًا للصحة العامة بشأن DEHP، ينص جزئيًا على ما يلي: «نوصي بالنظر في مثل هذه البدائل عندما يتم تنفيذ هذه الإجراءات عالية الخطورة على الولدان الذكور، والنساء الحوامل اللائي يحملن أجنة ذكور، وذكور في مرحلة البلوغ.» مع ملاحظة أن البدائل كانت للبحث عن حلول تعرض بخلاف DEHP ؛  يذكرون قاعدة بيانات للبدائل. أثار الفيلم الوثائقي CBC «الذكر الذي يختفي» مخاوف بشأن التطور الجنسي في نمو الجنين عند الذكور، والإجهاض)، وكسبب لانخفاض عدد الحيوانات المنوية كثيرًا لدى الرجال. أظهرت مقالة مراجعة في عام 2010 نشرت في مجلة Transfusion Medicine إجماعًا على أن فوائد العلاجات المنقذة للحياة باستخدام هذه الأجهزة تفوق بكثير مخاطر تسرب DEHP من هذه الأجهزة. على الرغم من أن هناك حاجة إلى مزيد من البحث لتطوير بدائل لـ DEHP التي تعطي نفس فوائد كونها لينة ومرنة المطلوبة لمعظم الإجراءات الطبية. إذا كان الإجراء يتطلب أحد هذه الأجهزة وإذا كان المريض معرضًا لخطر كبير للمعاناة من DEHP ، فيجب النظر في بديل DEHP إذا كان آمنًا طبيًا.

### التمثيل الغذائي
يتحلل DEHP إلى أحادي إيثيل هكسيل فثالات (MEHP) وبعد ذلك إلى أملاح الفثالات. يكون الكحول المنطلق عرضة لأكسدة الألدهيد وحمض الكربوكسيل. 

## التأثيرات على الكائنات الحية

### تسمم
السمية الحادة لـ DEHP منخفضة في النماذج الحيوانية: 30 جم / كجم في الجرذان (عن طريق الفم) و 24 جم / كجم في الأرانب (عن طريق الجلد).  لكن تركز المخاوف على كونه له القدرة كعامل معطل للغدد الصماء.

### اضطراب الغدد الصماء
يُعتقد أن DEHP، إلى جانب الفثالات الأخرى، يتسبب في اضطراب الغدد الصماء لدى الذكور، من خلال عمله كـمضاد للأندروجين،  وقد يكون له تأثيرات دائمة على الوظيفة الإنجابية، لكل من تعرض الأطفال والبالغين. تبين أن التعرض للفثالات قبل الولادة يرتبط بمستويات منخفضة من الوظيفة الإنجابية لدى الذكور المراهقين. في دراسة أخرى، ارتبطت تركيزات DEHP المحمولة جواً في مصنع حبيبات كلوريد متعدد الفاينيل (PVC) كثيرًا مع انخفاض في حركة الحيوانات المنوية وسلامة الحمض النووي للـكروماتين. بالإضافة إلى ذلك، لاحظ المؤلفون أن تقديرات المدخول اليومي لـ DEHP كانت قابلة للمقارنة مع عامة السكان، مما يشير إلى أن «نسبة عالية من الرجال يتعرضون لمستويات DEHP التي قد تؤثر على حركة الحيوانات المنوية وسلامة الحمض النووي للكروماتين». تلقت الادعاءات دعمًا من خلال دراسة  باستخدام الكلاب باعتبارها «نوعًا حارًا لتقريب تعرض الإنسان لمجموعة مختارة من الخلائط الكيميائية الموجودة في البيئة». حلل المؤلفون تركيز DEHP والمواد الكيميائية الشائعة الأخرى مثل ثنائي الفينيل متعدد الكلور في خصيتين لكلاب من خمس مناطق مختلفة من العالم. أظهرت النتائج أن الاختلافات الإقليمية في تركيز المواد الكيميائية تنعكس في خصيتي الكلاب وأن الأمراض مثل ضمور الأنابيب والخلايا الجرثومية كانت أكثر انتشارًا في خصيتين الكلاب التي تم اختبارها من مناطق ذات تركيزات أعلى.

### التطوير
أظهرت العديد من الدراسات التي أجريت على DEHP تغيرات في الوظيفة الجنسية والتطور في الفئران والجرذان. تبين أن التعرض لـ DEHP أثناء الحمل يعطل نمو المشيمة وتطورها في الفئران، مما يؤدي إلى ارتفاع معدلات انخفاض الوزن عند الولادة والولادة المبكرة وفقدان الجنين. في دراسة منفصلة، تسبب تعرض الفئران حديثي الولادة لـ DEHP من خلال الرضاعة إلى تضخم في الغدد الكظرية ومستويات قلق أعلى أثناء البلوغ. في دراسة أخرى، أدى إعطاء جرعة أعلى من DEHP عند البلوغ إلى تأخير سن البلوغ في الفئران، وانخفاض إنتاج هرمون التستوستيرون، وتثبيط النمو المعتمد على الأندروجين؛ بينما لم تظهر الجرعات المنخفضة أي تأثير.

### داء السمنة
عندما يتم تناول DEHP الـليباز عن طريق المعدة، يتم تحويله إلى MEHP ، والذي يتم امتصاصه بعد ذلك. يشتبه في أن يكون لـ MEHP تأثير السمنة. أظهرت دراسات القوارض والدراسات البشرية أن DEHP قد يكون معطلاً محتملاً لوظيفة الغدة الدرقية، والتي تلعب دورًا رئيسيًا في توازن الطاقة والتمثيل الغذائي. ارتبط التعرض لـ DEHP بانخفاض مستويات هرمون الغدة الدرقية في البلازما وانخفاض امتصاص اليود في الخلايا الحويصلية للغدة الدرقية. أظهرت الدراسات السابقة أن التغيرات الطفيفة في مستويات هرمون الغدة الدرقية يمكن أن يكون لها تأثيرات كبيرة على استهلاك الطاقة أثناء الراحة، على غرار مرضى قصور الغدة الدرقية، والذي ثبت أنه يسبب زيادة الوزن في مجموعات الدراسة.

### التسمم القلبي
حتى مع الجرعات المنخفضة نسبيًا من DEHP ، تأثر تفاعل القلب والأوعية الدموية كثيرًا في الفئران. ثبت أن للجرعة ذات الصلة سريريًا ومدة التعرض لـ DEHP تأثير كبير على سلوك خلايا القلب في المزرعة. يتضمن هذا تأثير عدم اقتران يؤدي إلى اضطراب في نبضات القلب في المختبر. تتمتع الخلايا غير المعالجة بسرعة توصيل سريعة، جنبًا إلى جنب مع جبهات موجة التنشيط المتجانسة والضرب المتزامن. أظهرت الخلايا المعالجة بـ DEHP جبهات موجية متصدعة بسرعات انتشار بطيئة. لوحظ هذا بالاقتران مع انخفاض كبير في كمية التعبير وعدم استقرار الوصلات الخلوية لـبروتينات connexin ، على وجه التحديد connexin-43، في خلايا عضلة القلب المعالجة بـ DEHP.
قد يكون الانخفاض في التعبير وعدم الاستقرار في connexin-43 بسبب التنظيم السفلي لجينات تيوبيولين وكينيسين، وتغيير بنية الأنابيب الدقيقة، الناجم عن DEHP ؛ وكلها مسئولة عن نقل المنتجات البروتينية. أيضًا، تسبب DEHP في تنظيم العديد من عوامل النمو، مثل مولد الأنجيوتنسين، وعامل النمو المحول بيتا، وعامل النمو البطاني الوعائي C و A، والبطانة -1. قد يساهم التنظيم الناجم عن DEHP لعوامل النمو هذه أيضًا في تقليل التعبير وعدم استقرار connexin-43.
وقد ثبت أيضًا أن DEHP ، في المختبر باستخدام خلايا عضلة القلب، يتسبب في تنشيط جين PPAR-alpha ، وهو منظم رئيسي في استقلاب الدهون وانتشار البيروكسيسوم ؛ كلاهما يمكن أن يشارك في تصلب الشرايين وفرط شحميات الدم، وهي سلائف لأمراض القلب والأوعية الدموية.

### الآثار الصحية الأخرى
أظهرت الدراسات التي أجريت على الفئران آثارًا صحية ضارة أخرى بسبب التعرض لـ DEHP. تسبب تناول 0.01٪ من مادة DEHP في تلف حاجز الدم في الخصية وكذلك تحريض التهاب الخصية المناعي الذاتي التجريبي. هناك أيضًا علاقة بين مستويات البلازما DEHP عند النساء وانتباذ بطانة الرحم.
DEHP هو أيضًا عامل مسبب للسرطان محتمل في البشر، على الرغم من أن الدراسات البشرية لا تزال غير حاسمة، وذلك بسبب التعرض لمواد أخرى وشح البحوث. تشير الدراسات في المختبر والقوارض إلى أن DEHP متورط في العديد من الأحداث الجزيئية، بما في ذلك زيادة تكاثر الخلايا، وانخفاض موت الخلايا المبرمج، والأضرار التأكسدية، والتوسع النسيلي الانتقائي للخلايا المبتدئة؛ كل ذلك يحدث في مواقع متعددة من جسم الإنسان.

## استجابة الحكومة والقطاع الصناعي

### تايوان
في أكتوبر 2009، نشرت مؤسسة المستهلكين، تايبيه الصينية (CFCT) نتائج الاختبار  التي وجدت أن 5 أحذية من أصل 12 عينة تحتوي على أكثر من 0.1 ٪ من محتوى الملدنات الفثالات، بما في ذلك DEHP ، والذي يتجاوز معيار سلامة الألعاب الحكومي (CNS 4797). توصي CFCT المستخدمين بارتداء الجوارب أولاً لتجنب ملامسة الجلد مباشرة.
في مايو 2011، تم الإبلاغ عن الاستخدام غير القانوني للمادة الملدنة DEHP في مواد التعتيم لاستخدامها في الأطعمة والمشروبات في تايوان. اكتشف بعد الفحص الأولي للمنتجات وجود مواد ملدنة. مع اختبار المزيد من المنتجات، وجد المفتشون أن المزيد من الشركات المصنعة لا تزال تستخدم DEHP و DINP. أكدت وزارة الصحة، أنه تم تصدير الأغذية والمشروبات الملوثة إلى دول ومناطق أخرى، مما يكشف مدى الانتشار واسع النطاق للمواد البلاستيكية السامة.

### الاتحاد الأوروبي
دفعت المخاوف بشأن المواد الكيميائية التي يبتلعها الأطفال عند مضغ الألعاب البلاستيكية المفوضية الأوروبية إلى إصدار أمر بفرض حظر مؤقت على الفثالات في عام 1999، ويستند قرارها إلى رأي اللجنة العلمية التابعة للجنة المعنية بالسمية والسمية البيئية والبيئة (CSTEE). تم تقديم اقتراح لجعل الحظر دائمًا. حتى عام 2004، حظر الاتحاد الأوروبي استخدام DEHP مع العديد من الفثالات الأخرى (DBP و BBP و DINP و DIDP و DNOP) في لعب الأطفال الصغار. في عام 2005، وافق المجلس والبرلمان على اقتراح فرض حظر على ثلاثة أنواع من الفثالات (DINP و DIDP و DNOP) «في اللعب وأدوات رعاية الأطفال التي يمكن للأطفال وضعها في الفم». لذلك، سيتأثر عدد المنتجات أكثر مما هو مخطط له في البداية بالتوجيه. في عام 2008، تم اعتبار ست مواد ذات أهمية كبيرة (مادة مثيرة للقلق الشديد) وأضيفت إلى قائمة المرشحين بما في ذلك المسك الزيلين، MDA ، HBCDD ، DEHP ، BBP ، و DBP . في عام 2011، تم إدراج هذه المواد الست للترخيص في الملحق الرابع عشر من REACH حسب اللائحة (الاتحاد الأوروبي) رقم 143/2011. وفقًا للوائح، سيتم حظر الفثالات بما في ذلك DEHP و BBP و DBP اعتبارًا من فبراير 2015.
في عام 2012، أعلنت وزيرة البيئة الدنماركية إيدا أوكين عن حظر DEHP و DBP و DIBP و BBP ، مما دفع الدنمارك إلى صدارة الاتحاد الأوروبي الذي بدأ بالفعل عملية التخلص التدريجي من الفثالات. ومع ذلك، تم تأجيلها لمدة عامين وستصبح سارية في عام 2015 وليس في ديسمبر 2013، والتي كانت الخطة الأولية. والسبب هو أن الفثالات الأربعة أكثر شيوعًا مما كان متوقعًا وأن المنتجين لا يمكنهم التخلص التدريجي من الفثالات بالسرعة التي طلبتها وزارة البيئة.
في عام 2012، أصبحت فرنسا أول دولة في الاتحاد الأوروبي تحظر استخدام DEHP في أقسام طب الأطفال وحديثي الولادة والأمومة في المستشفيات.
تم تصنيف DEHP الآن على أنه سموم متكررة من الفئة 1B ،  وهو الآن مدرج في الملحق الرابع عشر من تشريعات الاتحاد الأوروبي REACH. تم التخلص التدريجي من DEHP في أوروبا بموجب REACH ولا يمكن استخدامه إلا في حالات محددة إذا تم منح التفويض. يتم منح التراخيص من قبل المفوضية الأوروبية، بعد الحصول على رأي لجنة تقييم المخاطر (RAC) ولجنة التحليل الاجتماعي والاقتصادي (SEAC) للوكالة الأوروبية للمواد الكيميائية (ECHA). آخر تحديث تنظيمي ومراجعة الجدول الزمني اعتبارًا من أغسطس 2020.

### كاليفورنيا
تم تصنيف DEHP على أنه «مادة كيميائية معروفة لولاية كاليفورنيا بأنها تسبب السرطان والعيوب الخلقية أو غيرها من الأضرار التناسلية» (في هذه الحالة، كلاهما) بموجب شروط الاقتراح 65.